# KN-23
Lo Hwasong-11Ga (화성-11가?), noto anche come KN-23, è un missile balistico tattico prodotto dalla Corea del Nord. È impiegato dalle forze armate nordcoreane e da quelle russe.

## Caratteristiche
Sebbene non siano disponibili specifiche ufficiali, si stima che abbia una gittata di 450 km con una testata di 500 kg o una gittata massima di 690 km con una testata di peso minore.
Vola con una traiettoria quasi-balistica con un apogeo massimo di soli 60 km, il che accorcia il tempo di volo e ne rende più difficile l'intercettazione.
Può essere lanciato da un veicolo trasportatore elevatore lanciatore.

### Missili comparabili
Lo Hwasong-11Ga ha caratteristiche e prestazioni simili ai seguenti missili:
- Iskander-M
- Hyunmoo-2B

## Storia
È stato mostrato in pubblico per la prima volta ad una parata nel febbraio 2018 e testato nel maggio 2019. Sono stati effettuati diversi altri test, durante uno dei quali, il 25 luglio 2019, il missile è stato lanciato dalla città di Wŏnsan ed è precipitato nel Mar del Giappone.
Il missile è inoltre in uso da parte delle forze armate russe, che a partire dalla fine del 2023 lo impiegano nell'invasione dell'Ucraina.